# Vicino a te non ho paura (film)
Vicino a te non ho paura (Safe Haven) è un film del 2013 diretto da Lasse Hallström.
Il film è la trasposizione cinematografica dell'omonimo romanzo di Nicholas Sparks, qui anche produttore. Si tratta della seconda volta che il regista Lasse Hallström porta sul grande schermo un romanzo di Nicholas Sparks, dopo il film Dear John del 2010.

## Trama
Una ragazza fugge dal suo passato e si rifugia nello stato della Carolina del Nord. L'arrivo di questa misteriosa Katie, molto schiva e diffidente, incuriosisce Alex, proprietario di un negozio e vedovo padre di due figli piccoli. Riluttante a integrarsi con la piccola cittadina, continua a nascondere un segreto, il quale la seguirà fino lì, a Southport. La vicina di casa (Jo) riesce però ad avvicinarla e le due diventano amiche. La verità viene a galla e Alex scopre il segreto di Katie, costringendola a confessare tutto. Katie deve stare lontana dai pericoli del suo segreto e ad aiutarla saranno proprio Alex e Jo.

## Produzione

### Cast
Per il ruolo principale fu inizialmente considerata l'attrice Carey Mulligan. Successivamente la parte fu proposta a Keira Knightley, la quale accettò ma rinunciò poco tempo dopo per partecipare al film Tutto può cambiare.

### Riprese e location
Le riprese del film iniziano il 18 giugno e terminano il 14 agosto 2012.
Le riprese si svolgono nello stato della Carolina del Nord, in particolare nelle città di Southport e Wilmington.

## Distribuzione
Il primo trailer del film viene pubblicato il 24 ottobre 2012.
La pellicola è stata distribuita nelle sale cinematografiche statunitensi a partire dal 14 febbraio 2013. In Italia il film viene distribuito per il mercato direct to video, trasmesso poi sulla piattaforma televisiva Mediaset Premium il 17 gennaio 2014 e in chiaro su Canale 5 il 13 maggio 2014.